# Erik Lundin (rappare)
Ibrahima Erik Lundin Banda, född 24 september 1982 i Rinkeby i Stockholm, är en svensk musiker, rappare och hiphopartist. Han har tidigare verkat under artistnamnet Eboi som engelskspråkig rappare.

## Biografi
Erik Lundin är känd som musiker, rappare och hiphopartist. Han växte upp i Husby samt Bromsten i Stockholm. Hans mor är född i Sverige och hans far i Gambia. Han har en fyraårig universitetsutbildning i ekonomi och företagsledning från Johnson & Wales University i Providence Rhode Island, USA.
Under artistnamnet Eboi har han gett ut flera låtar på engelska. Under sitt eget namn, Erik Lundin, ger han ut låtar på svenska. 2015 släpptes hans första singel Annie Lööf och kort därefter släpptes hans debut-EP Suedi. EP:n fick stor uppmärksamhet och möttes av god kritik. Lundin har tidigare samarbetat med artister som Adam Tensta, Maskinen, Elliphant, Daniel Adams-Ray och Promoe. Han är medlem i St. Johns Dance liksom duon Badin tillsammans med Marcus Price.
Erik Lundin var delägare i skivbolaget och musikkollektivet Respect My Hustle (RMH).
Vid 2016 års P3 Guldgala vann Erik Lundin pris i kategorin Årets hiphop/soul. Lundin tog också hem vinsten i kategorierna Årets textförfattare och Årets hiphop/soul vid Grammisgalan i februari 2016. 2017 tilldelades han Stockholm stads hederspris.
Erik Lundin bygger flera av sina låtar runt filmmusik, t.ex. "De ba blev så", som samplar från "Making of a Cyborg" av Kenji Kawai ur filmen Ghost in the Shell, och "Haffla", som samplar från "God Yu Tekkem Laef Blong Mi" av Hans Zimmer, ur filmen Tunna röda linjen.
2017 medverkade Lundin i SVT-programmet Jills veranda.
2019 var han sommarpratare i Sommar & Vinter i P1.
Vid 2020 års Grammisgala vann Erik Lundin pris i kategorin Årets textförfattare för Zebrapojken.
2023 medverkade han i SVT-serien När hiphop tog över.

## Diskografi

### EP[9]
| Titel                             | Datum | Sverigetopplistan |
| --------------------------------- | ----- | ----------------- |
| Fiend (som Eboi med Marcus Price) | 2012  | -                 |
| Suedi                             | 2015  | -                 |
| Välkommen hem                     | 2016  | 30                |

### Singlar[9]
| Titel                    | Datum | Sverigetopplistan |
| ------------------------ | ----- | ----------------- |
| Annie Lööf               | 2015  | -                 |
| De ba blev så            | 2016  | 100               |
| Lopeta                   | 2017  | -                 |
| Gold                     | 2017  | -                 |
| Apanage                  | 2020  | -                 |
| En sekund (med Tjuvjakt) | 2021  | 37                |

### Album[9]
| Titel       | Datum | Sverigetopplistan |
| ----------- | ----- | ----------------- |
| Zebrapojken | 2019  | 5                 |

### Medverkan på låtar (som Erik Lundin)
- 2014: Far & Son - Inte inför barnen
- 2015: Lilla Sällskapet - Plan B
- 2015: Michel Dida - Telefonen
- 2015: Arif - Sulten [RMH Remix] (med Michel Dida)
- 2016: Frej Larsson - Salaam Aleikum
- 2016: Silvana Imam - Sett henne (med Fille Danza (Felipe Leiva Wenger))
- 2018: Madi Banja - Ljuset i tunneln [The Smiling Coast Remix] (med ST Da Gambian Dream och Lorentz)
- 2018: DJ Black Moose - Titta på mig nu (med Leslie Tay och Finess)
- 2018: Masse - Cashen (med Jacco, AKI, Moms, Z.E och Dani M)
- 2019: Madi Banja -  Se på mig
- 2019: Lokal - Hennessy (med Ivory, Finess, Ille Freeway och Eliten)
- 2020: Aleks - Va hänt
- 2021: Daniel Adams-Ray - Tunna Kläder
- 2021: Movits! - Halleluja

### Medverkan på låtar (som Eboi)
- 2007: Adam Tensta - S.T.O.L.D
- 2007: Adam Tensta - Dopeboy
- 2010: Bankmenn - Veien du skal gå (Remix) (med Adam Tensta)
- 2010: Daltone - Staden är vår (med Sam-E)
- 2011: Stress - Tystas ner (med Adam Tensta, Michel Dida och Aleks)
- 2012: Max Peezay - Finnish kaos mafia (med Redrama)
- 2012: Elliphant - Make It Juicy
- 2012: Gracias x JTT - 40k Volts
- 2013: Kartellen - AM43 (Stress Remix) (med Sam-E, Lazee, Chapee, Abidaz, Grillat & Grändy, 24K, Ison, Ozzy, Piraterna, Promoe, Petter, Myrna, Lani Mo och Melo)
- 2013: Adam Tensta - Sh#t to Do
- 2013: Arif - Gal (med Jaqe och Lilla Namo)
- 2014: Parham - Dela på hälften (med Adam Tensta och Nebay Meles)
- 2014: Daniel Adams-Ray - När regnbågen tar slut (RMH Remix) (med Adam Tensta och Michel Dida)
- 2015: Maskinen - Mitt crew (med Far & Son, Joy, Ansiktet, Johan Kimrin, Movits!, och Zacke)